# Церковь Святого Лазаря (Кингисепп)
Церковь Святого Лазаря — лютеранский храм в городе Кингисепп, существовавший с 1863 по 1923 год. Бывший центр прихода Яама (фин. Jaama) Евангелическо-лютеранской церкви Ингрии.

## История
Отдельный городской немецко-финско-эстонский приход в Ямбурге был основан в 1823 году.
Это стало возможным после того, как дирекция Ямбургской ситцевой фабрики по просьбе рабочих-лютеран предоставила им помещение для богослужений. Богослужения совершал пастор, приезжавший 3-4 раза в год из Эстляндии, из прихода Вайвара.
В 1860 году для строительства кирхи, на деньги прихожан с публичных торгов был приобретён участок земли с постройками на Большой Санкт-Петербургской улице, ранее принадлежавший уездному казначею Опёнкину.
Кирха была обустроена в деревянном доме, расположенном на северной стороне участка. Храм освятили 10 марта 1863 года во имя Святого Лазаря.
В 1873—1880 годах здание кирхи было расширено, к нему была пристроена колокольня.
В сентябре 1882 года, в связи со значительным увеличением эстонского населения, от немецко-финско-эстонского прихода отделился самостоятельный эстонский приход. Службы однако продолжали проводиться в общей для всех кирхе Святого Лазаря.
Здание под собственную кирху Святого Лазаря и церковную школу эстонцы обустроили в 1906—1907 годах в соседней волости Тешково.
Исторический приход Церкви Ингрии Яама считался отдельным городским, не входящим в Западно-Ингерманландское пробство.
С 1908 по 1911 год службы в приходе Яама проводил настоятель прихода Молосковица Йохан Эдвард Швиндт.
В 1922 году город Ямбург был переименован в город Кингисепп.
2 марта 1923 года кирха была закрыта для богослужений.
В 1925 (а по другим данным — в 1931 году), помещение кирхи было передано школе.
Некоторое время в 1930 году, после закрытия ситцевой фабрики, лютеранская община проводила службы в бывшей католической школе.
До настоящего времени здание кирхи не сохранилось.

### Современность
В 1994 году был зарегистрирован возрождённый лютеранский приход Церкви Ингрии «Ямбургский».
В 1996 году прошло освящение нового здания церкви.
В настоящее время приход входит в Западно-Ингерманландское пробство.

## Прихожане
В 1857 году в приходе числилось 208 немцев и эстонцев.
В 1862 году в приходе числилось 250 человек.
В 1896 году в приходе числилось 419 немцев и эстонцев.
В 1904 году, кроме финнов в приходе Яама числилось около 300 немцев. Эстонцев в самостоятельном приходе было 3250 человек.
По другим данным, эстонский приход западно-ингерманландского пробства Тешково, был самым большим в Ингерманландии и насчитывавал в 1904 году 8500 прихожан.

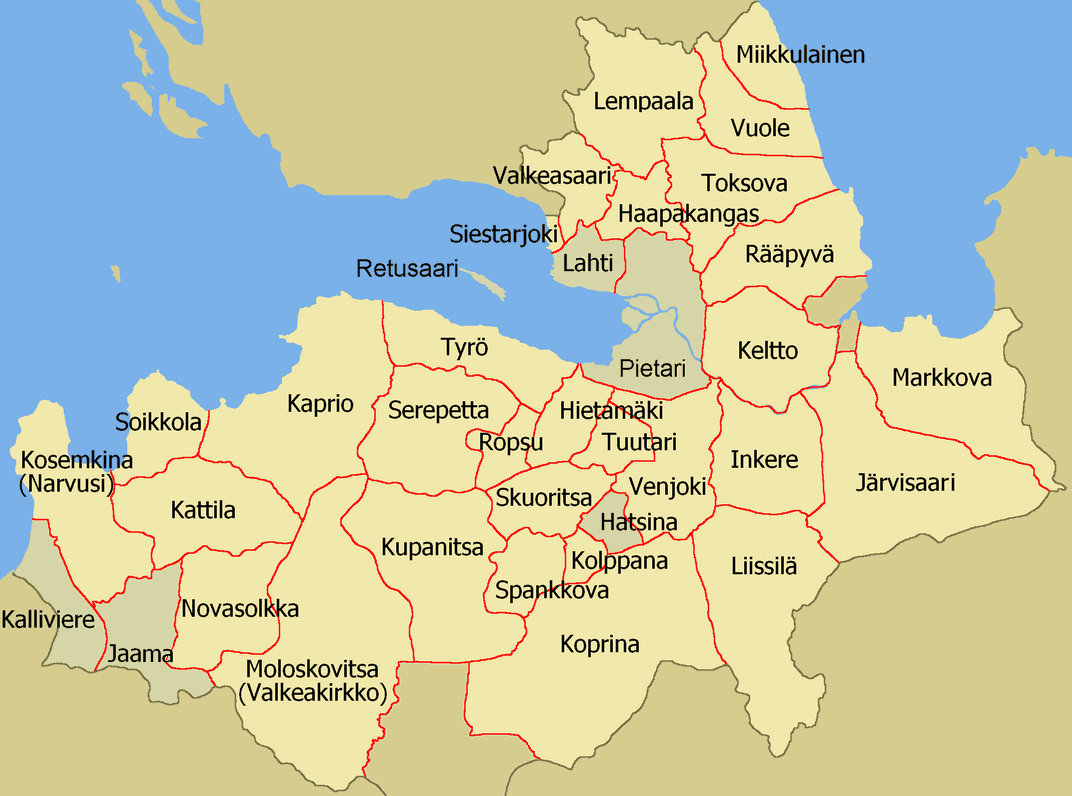
Карта приходов Церкви Ингрии (1930-е годы)

## Духовенство
| Настоятели церкви | Настоятели церкви               |
| Даты              | Пастор                          |
| ----------------- | ------------------------------- |
| 1855—1868         | Константин Хунниус              |
| 1869—1887         | Георг Гоффмейстер               |
| 1888—1908         | Иоганн Эдуард Роберт Гершельман |
| 1908—1911†        | Йохан Эдвард Швиндт             |
| 1921—1931         | Лео Йоханнес Шульц              |

## Фото

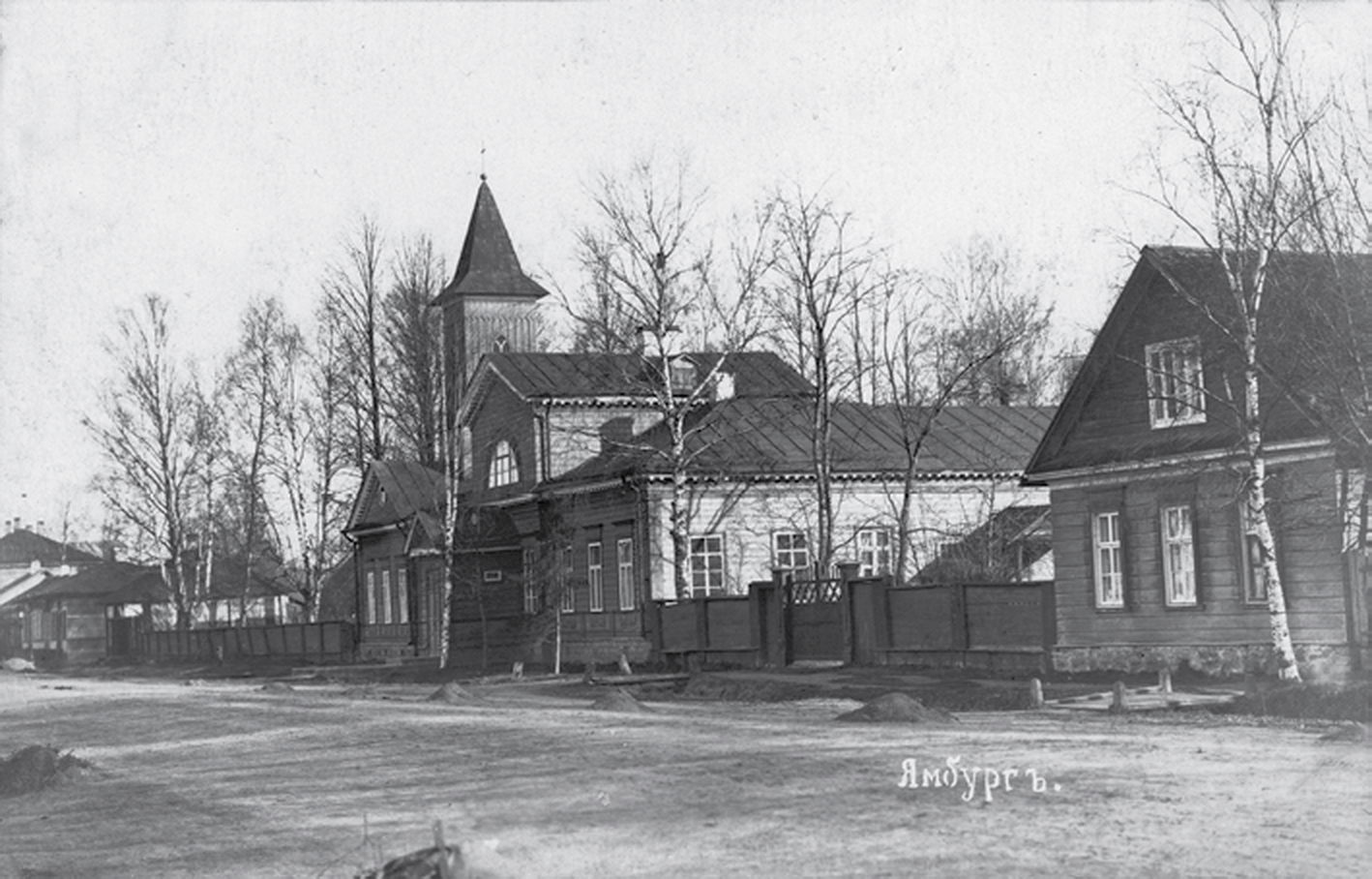
Кирха св. Лазаря. Открытка 1900-х годов
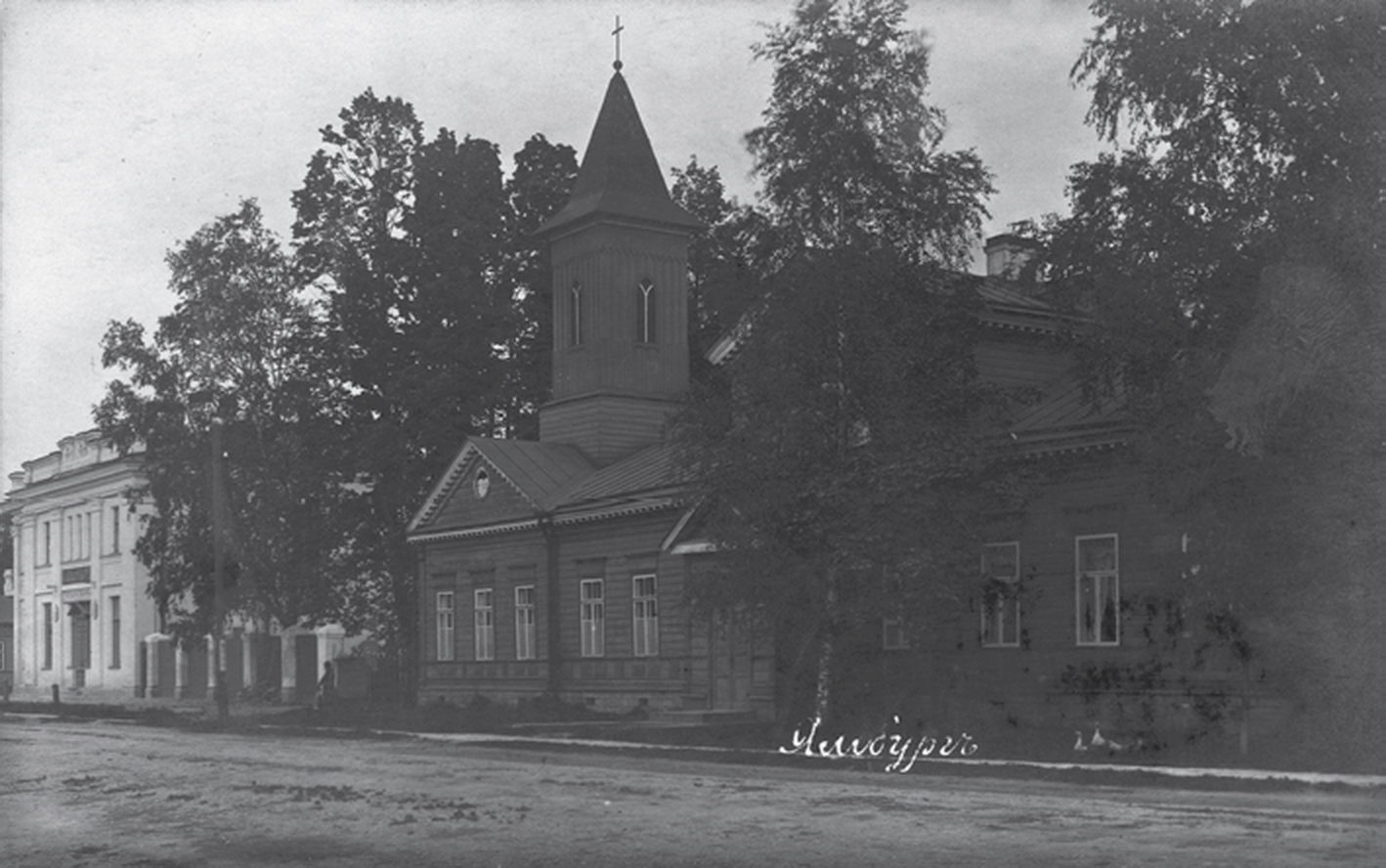
Кирха св. Лазаря. Открытка 1912 года
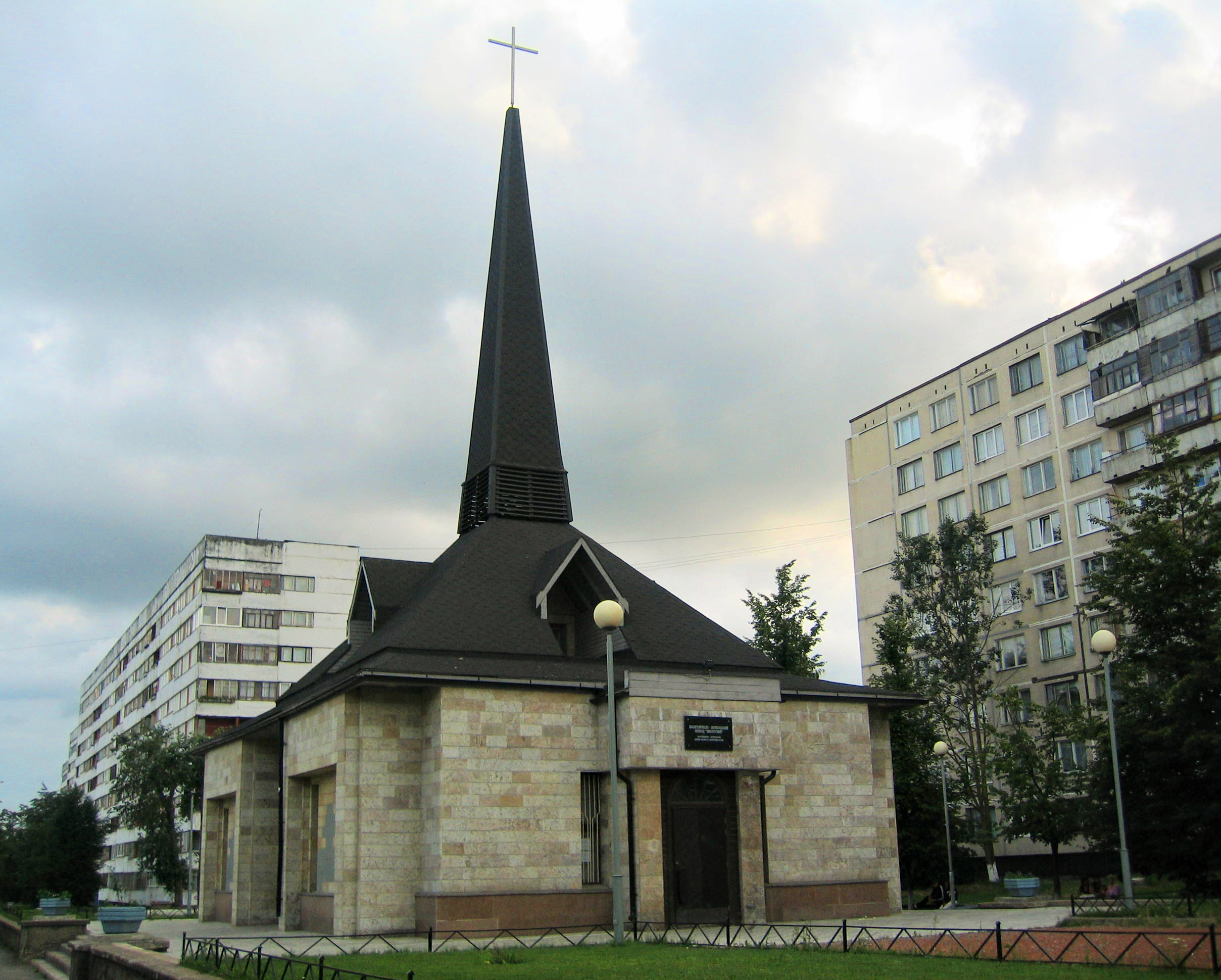
Новая кирха в Кингисеппе. 2007 год